# Beurey-sur-Saulx

Beurey-sur-Saulx este o comună în departamentul Meuse din nord-estul Franței. În 2010 avea o populație de 435 de locuitori.

## Evoluția populației
| An        | 1975 | 1982 | 1990 | 1999 | 2006 | 2010 |
| --------- | ---- | ---- | ---- | ---- | ---- | ---- |
| Populație | 512  | 505  | 525  | 495  | 454  | 435  |